# Albero di Jesse (Amsterdam)
L'Albero di Jesse è un dipinto a olio su tavola della bottega di Geertgen tot Sint Jans realizzato circa nel 1500 e conservato al museo Rijksmuseum di Amsterdam nei Paesi Bassi.

## Storia
Sulla base di ricerche tecnico-materiali, si è concluso che il pannello è stato probabilmente dipinto del 1486 o del 1494. Sulla base della veste bianca della monaca raffigurata, è stato suggerito che potesse essere destinato al Monastero di Maria Maddalena a Haarlem. La documentazione dei rispettivi proprietari del pannello esisteva dalla metà del XIX secolo, fino a quando fu finalmente acquistata dal Rijksmuseum di Amsterdam nel 1956. Il dipinto è stato più volte restaurato, anche nel 1930. Solo durante questo restauro venne alla luce la suora, sulla quale prima di allora era stata dipinta una parte estesa del muro e una recinzione.

### Attribuzione
La tavola è stata attribuita nel tempo a vari pittori, vale a dire a Geertgen tot Sint Jans, a Jan Mostaert e a Jacob Jansz (vedi Maestro del dittico Brunswick). Secondo Jan Piet Filedt Kok, probabilmente non è di Mostaert o Jansz, perché in termini di stile e uso del colore è più in linea con le opere di Geertgen. Ci sono, tuttavia, differenze nella pittura e nel trattamento del colore con gli unici due pannelli che possono essere attribuiti con certezza a Geertgen, tanto che il pittore potrebbe non essere stato Geertgen stesso, ma un pittore esperto,"il cui lavoro e stile pittorico sono strettamente legati a quelli di Geertgen tot Sint Jans". Potrebbe trattarsi di un ex dipendente di Geertgen, ma non è necessario.

## Descrizione
Il tema dell'arte medievale dell'Albero di Jesse si basa su una profezia biblica in Isaia 11:1-3, affermando che dal "ceppo" di Jesse (questo è Jesse) una "scienza" affrettata, poi interpretato come Gesù. Questo pannello è l'unico olandese che ha questa tematica. 
Nella parte inferiore del dipinto, Jesse, il padre di re Davide, sta dormendo. Dal suo corpo cresce un albero con i suoi discendenti, con Maria in cima all'albero con suo figlio Gesù nel suo ventre. Le altre dodici persone nell'albero sono i seguenti re della posterità di Jesse:
- riga in basso da sinistra a destra: Davide, Salomone e Abia di Giuda;
- seconda fila dal basso, da sinistra a destra: Iotam, Ioram, Giosafat, Ozia, Roboamo e Asa di Giuda;
- in alto, da sinistra a destra: Acaz, Ezechia e Manasse.

Inoltre, nell'angolo in basso a sinistra, una monaca in abito bianco (la donatrice del pannello) e dietro di lei un uomo con bastone e borsa da pellegrino, forse rappresentante il profeta Isaia. L'uomo a destra è forse il rettore del monastero delle monache. Le persone sono in un 'hortus conclusus', un giardino recintato, che è una metafora della verginità di Maria. L'edificio sullo sfondo rappresenta una chiesa conventuale. 
Più volte nel dipinto è raffigurato un rosario: non solo la suora porta un rosario al braccio e Giosafat al collo, ma Abia indossa anche diverse ghirlande di rose intorno alla testa e alla spalla. Poiché il rosario è usato, tra l'altro, nella venerazione di Maria, la scena nel suo insieme è quindi dominata da questo.